# Josep Miró Nicolau
Josep Miró Nicolau (Porreras, Baleares, 1930 - Porreras, 21 de mayo de 2016) fue un investigador español y uno de los pioneros de los sistemas digitales y de la inteligencia artificial en España.

## Biografía
Después de licenciarse en 1952 en Ciencias Físicas en la Universidad Complutense de Madrid, se integró en 1953 en el equipo del profesor José García Santesmases iniciando su tarea investigadora en el Instituto de Electricidad del Consejo Superior de Investigaciones Científicas (CSCI). En estos años colaboró en el diseño del primer ordenador digital que se creó en España. Más adelante investigó en los campos de los sistemas digitales, la inteligencia artificial y los mecanismos para la emulación de la inteligencia natural, siendo estos temas innovadores en aquellos tiempos, se puede considerar a Josep Miró un precursor en estos campos de investigación.
Sus inquietudes investigadoras le llevaron a desplazarse en 1957 a los Estados Unidos, desarrollando su actividad como investigador y profesor en  el Case Institute of Technology(Cleveland, Ohio) hasta 1961, año en que presentó su primera tesis doctoral. Permaneció en Case, ahora como profesor, dos años más hasta que en 1963 pasó a la Universidad de Ohio.
En 1966, dentro de un programa de recuperación de profesores de prestigio en países extranjeros, fue contratado por la Escuela Superior de Ingenieros de San Sebastián  desarrollando su actividad también en el Centro de Estudios e Investigaciones Técnicas de Guipúzcoa. En esta época formó un grupo de jóvenes investigadores (entre los que se encontraban los profesores Alberto Prieto Espinosa y Antonio Lloris Ruíz, y el inventor Fernando Incertis Carro), que desarrollaron su actividad en el ámbito de la síntesis de sistemas digitales contando con financiación de la Fundación Juan March, Ministerio de Educación y Ciencia y Centro de Cálculo de la Universidad Complutense. También contribuyó notablemente en la modernización de la industria guipuzcoana promoviendo el uso de control numérico de máquinas herramientas.
En 1968 obtuvo un segundo doctorado, en ciencias físicas por la Universidad Complutense de Madrid.
Posteriormente, 1971, fue el fundador y director de una de las primeras instituciones españolas en impartir la titulación oficial superior de informática, el  Centro de Informática de San Sebastián dependiente del Ministerio de Educación y Ciencia que, posteriormente (1976) y  también bajo su dirección, se transformó en la Facultad de Informática de San Sebastián (1976-1978).
En 1978 volvió a Mallorca, su tierra natal, como Vicepresidente de la Comisión Gestora de la Universidad de Palma de Mallorca (1978-1980). Posteriormente fue catedrático de Ciencias de la Computación e Inteligencia Artificial, director de varios Departamentos (Física, Física de la Tierra y del Cosmos, Electricidad y Electrónica, y de Matemáticas e Informática) y Vicedecano de la Facultad de Informática (1995 a 1999), todo ello en la Universidad de las Islas Baleares. En 2003 la Universidad le concedió la Medalla de Plata para premiar sus méritos excepcionales, como prueba de la alta estimación de la comunidad universitaria y en reconocimiento a su tarea en el campo de la investigación y de la docencia.
Fue autor de varios libros y de numerosos artículos publicados en revistas de prestigio internacional. Fue miembro sénior del Institute of Electrical and Electronics Engineers (IEEE), académico numerario de la Real Academia de Medicina y Cirugía de Palma de Mallorca y representante español en el Comité de Educación de la IFIP. Recibió el premio de investigación a la sección de matemáticas otorgado por Real Academia de Ciencias Exactas, Físicas y Naturales. En 2004 el Gobierno de las Islas Baleares le otorgó el Premio Ramon Llull.
El profesor Miró se jubiló en septiembre del año 2000 y fue profesor emérito de la UIB desde julio de 2001 a julio de 2006.